# Cantonul Saint-Laurent-de-Neste
Cantonul Saint-Laurent-de-Neste este un canton din arondismentul Bagnères-de-Bigorre, departamentul Hautes-Pyrénées, regiunea Midi-Pyrénées, Franța.

## Comune
- Anères
- Aventignan
- Bize
- Bizous
- Cantaous
- Générest
- Hautaget
- Lombrès
- Mazères-de-Neste
- Montégut
- Montsérié
- Nestier
- Nistos
- Saint-Laurent-de-Neste (reședință)
- Saint-Paul
- Seich
- Tibiran-Jaunac
- Tuzaguet